# 墨明棋妙
墨明棋妙（又稱「墨村」）是中國大陸最早成立的古风音乐原創團隊，成立於2007年1月6日，由網絡音樂人卜磊（EDIQ）及曹明皓（丟子、小獅子丟丟）創立，是古風音樂圈內發展較為成熟且甚具代表性的創作群體。
該團隊成立于2007年，成員數目由最初的4-5人發展成現今過百人，遍佈中國各地，创作了《清明上河笑》等热门歌曲。現今該團隊已經成立「米漫傳媒」，亦設有自己的培訓機構培育古風音樂創作者，但他們仍舊以「墨明棋妙」的名義發佈新作品。有媒體誤稱該團隊為一間公司，但實際上他們只是一支從網絡萌生的古風音樂原創團隊，「米漫傳媒」只是團隊的一部份。

## 简介
墨明棋妙匯集了一群來自中國各地、對傳統與現代流行音樂有共同興趣與深愛的年輕網民，成員分工細密，各司其職，有傳媒認為他們是在「為日後商業化打好基礎」。其初始成員中没有任何一人的正職與音樂相關，團隊上下視音樂創作為其「業餘愛好」。

### 名稱由來
2013年，墨明棋妙創始人卜磊在一场电视台采访中提及团队初创时，曾考慮過「墨色指針」等名稱，但他們感覺到這些名字皆不甚贴切，又或现代气息过浓，不符「古風」的創作風格，後來有人提議改為「墨明棋妙」，因為當時擬建的團隊中也有一個是負責填詞的，且他們有些時候「會很『2』」。最後數人決定接納這個提議，将团队命名为現今的「墨明棋妙」。

### 創作風格
該團隊宣稱以「流行相對論」、「萬有引力向古風」作為他們音樂創作的基礎，在譜曲上融合傳統民樂的古典元素與現代流行音樂的特色，好讓大眾重新認識「古風音樂」属于一种新世紀音樂，而不应当将其與「一個老翁泡着茶彈着古琴」的刻板形象相提並論。他們以「古風」為主張，作品在曲風、類型方面較為多樣，當中包括了流行樂、交響樂與民樂等。
而在譜詞方面，他們凝聚了古詩詞與現代詩作的精粹，並善於利用歌詞表達一個人的內心世界，使作品貼近現代生活的同時亦不失傳統氣息，亦配合他們「古風」的創作風格。

### 子組織
墨明棋妙團隊於2013年9月創立培訓組織「墨明棋妙新聲代」，旨在培育更多有意投身古風音樂創作的年輕人，並透過實踐灌輸他們對團隊創作思想的意念。

## 历史

### 草创阶段
2007年1月6日，墨明棋妙正式成立，亦為中國首個成立的古風音樂創作團隊，當時仍以網絡論壇（BBS）的形式出現。成立之時，該團隊只有僅僅四、五人。早期，該團隊並没有特別安排舉行音樂會等活動，只是安排成員到一些動漫節參與演出，或是參與電視台訪問，例如於2008年5月，他們在杭州「第四屆中國國際動漫節」中進行舞台表演。2009年5月，該團隊進駐搜狗旗下5sing中國原創音樂基地。自此以後，他們多了一個發佈與分享團隊所創作之歌曲的地方，亦漸漸地開始吸引更多網友支持。2010年2月，與網易遊戲合作，為旗下遊戲「倩女幽魂online」製作主題曲《蘭若詞》；同年8月，該團隊亦為暢遊旗下網絡遊戲「鹿鼎記」創作其中一首背景音樂。2011年，該團隊舉辦活動，鼓勵網民上傳自製的古風歌曲片段；而同類活動亦曾於2013年9月重辦。

### 走入现实
此時，該團隊已經成立了四、五年，在網絡上的粉絲已經累積了不少。縱使團隊成員全都並非專業的音樂創作者，但仍敢於跳出網絡，走入現實世界與粉絲交流互動，亦同時想讓粉絲們看到他們的「真面目」，而不是「躲在互聯網背後」，聞其聲而不見其人。
2012年除夕，該團隊在北京舉行首次線下歌友會，慶祝團隊成立六周年。這場音樂會，由籌備到活動當日只有僅僅兩個多月的時間。團隊当时只是一個從網絡中破殼而出的音樂創作社群，且團隊成員在那時也幾近沒有任何台上演出的經驗，加上沒有外間專業團隊的幫助籌備，故不論是在現實中集合團隊成員，甚至是規劃一個如此規模的線下音樂會實非件容易事。虽然臨場有一點失誤，但音樂會最終仍圓滿作結。
2013年9月，該團隊部份成員獲邀接受南京广播电视台訪問，分享他們成立團隊的由來、對古風音樂的看法、他們在創作音樂作品的概念與方式，以及首次線下歌友會的情況與心得，還預告下文所提及的音樂會。同年10月，他們於南京舉行「金陵 ‧ 秦淮夜」音樂會，規模比首次線下歌友會更大。據該團隊成員描述，演出人員除了他們有份參與音樂製作的成員外，團隊亦特意邀請專業的流行與交響樂團協助整個音樂會的進行。
與此同時，該團隊仍偶有與不同領域間的合作。2013年2月，有消息指出他們曾參與仙劍奇俠傳五前傳的其中一首主題曲《有情燕》的填詞工作；同年7月，該團隊獲受邀參與一個現場古風翻場比賽的評分工作；同年11月，該團隊亦為網絡遊戲「天之傳說OL」製作主題曲《牧雲謠》。
在該團隊的知名度日漸提高的同時，亦獲內地一些年輕人與大學生歡迎，部份大學甚至邀請團隊成員到校進行活動。2013年3月中，他們到南京大学舉行名為「中國傳統音樂：古琴藝術與現代音樂的結合」的講座，深受該校學生歡迎，用作講座的課室更是座無虛席。該講座不僅講解古琴與作曲的概念，並即場進行古琴演奏，亦與該校學生接觸互動。同年4月，該團隊受中国传媒大学邀請，到該校進行名為「傳統與現代音樂的結合」的講座，分享他們在古風音樂創作的心得，並進行少許演出。同年6月中，他們受北京师范大学邀請，到該校進行一場見面會；同年9月底，他們亦受邀到南京航空航天大学進行演出。

### 商业化
在此之後，該團隊與多個遊戲、電視劇等進行合作，為其製作主題音樂，逐漸走向商業化；與此同時，他們亦獲受邀參與多場古風音樂相關的大型音樂會。
2014年10月，該團隊獲受邀參與《仙劍奇俠傳》舞台劇的音樂製作；同年12月，有傳媒報道指該團隊有為手機遊戲「古龍群俠傳」製作同名主題曲，並於該月開始眾籌的擬製作官方藝術集中亮相。最後該藝術集於30天眾籌結束後因集資額達標而正式推出。同年獲得創新工場共1000萬元人民幣的天使輪融資，並於翌年成立米漫傳媒。
2015年4月，電腦遊戲仙劍奇俠傳的開發商大宇資訊指出，墨明棋妙有參與仙劍奇俠傳六的其中一首主題曲《鏡中人》的製作；翌月，該團隊獲電腦遊戲劍俠情緣網路版參的開發商西山居工作室受邀參與「《劍網3》俠客行醉江湖狂歡夜」晚會，亦同時受邀為其工作室參與音樂創作。同年6月，有消息指該團隊有為動畫片《狐妖小红娘》創作主題曲。同年8月，該團隊參與網絡遊戲「醉逍遙」主題曲《問劍逍遙》的音樂製作工作。
2016年3月，有消息指該團隊有成員參與「御華萬里」專輯的樂曲創作。同年9月，該團隊獲邀參與「心時紀」大型國風主題演唱會，並負責「墨村十周年」表演環節。同年11月底，該團隊製作的其中兩個作品的音樂影片—《空山》及《剎那芳華曲》的刪減版本先後於湖南卫视《中華文明之美》節目中播出，亦為該團隊的音樂作品首次於電視台節目中亮相；其中前者的歌詞被劇中演員所稱讚。
2017年12月初，有傳媒報導指該團隊正為一個虛擬男團創作歌曲。
2018年6月，該團隊先後參與電視劇《芸汐传》主題曲《落花成泥》與網遊「靈山奇緣」主題曲《靈山奇緣》的音樂製作。同年11月3日，該團隊獲邀參與网易云音乐舉辦的「國風極樂夜音樂盛典」；同月底亦有消息指該團隊的作品《孔雀大明》會被改編成電影作品。同年12月，入駐網易雲音樂旗下直播平台「LOOK直播」，並參與平台「LOOK直播國風季」活動。在此之前，他們亦曾於11月底於網易雲平台上進行網絡直播。
2019年1月，有網站報道指該團隊有份參與製作電腦遊戲「了不起的修仙模擬器」的主題曲《了不起的修仙》，並於該遊戲上市時向外發佈。同年年中，該團隊亦為手機遊戲「浮生為卿歌」製作兩首主題曲，相關專輯亦於8月底對外公佈。

## 專輯
該團隊成立十多年來，合共創作逾200首音樂作品，涵蓋流行樂、交響樂、民樂等不同範疇。

## 音樂會
以下僅列出該團隊自行策劃的各類音樂會，其他獲受邀出席之音樂活動皆不予在此列出。

### 線上活動
如無特別描述，相關活動皆於YY语音平台以直播形式進行。
| #  | 日期       | 名稱                                   | 備註與參考資料                               |
| -- | ---------- | -------------------------------------- | -------------------------------------------- |
| 1  | 2011-01-08 | 墨明棋妙四周年YY頻道網絡歌會           | 官方紀錄中最早的線上歌會                     |
| 2  | 2012-01-06 | 墨明棋妙五周年網絡歌會                 |                                              |
| 3  | 2013-09-07 | 金陵‧秦淮夢—古風文化系列活動YY發佈歌會 | 與「古風原創音樂會」、「TOMO音樂動漫節」合辦 |
| 4  | 2014-01-04 | 墨明棋妙七周年線上YY歌會               |                                              |
| 5  | 2015-01-24 | 墨明棋妙八周年線上歌會                 |                                              |
| 6  | 2016-01-09 | 墨明棋妙九周年線上歌會                 |                                              |
| 7  | 2017-01-06 | 墨明棋妙十周年慶                       |                                              |
| 8  | 2018-01-06 | 墨明棋妙11周年茶話會                   | 同日發佈11周年紀念串燒曲                     |
| 9  | 2019-01-06 | 墨明棋妙12周年慶典茶會                 | 同時透過哔哩哔哩及克拉克拉進行直播。         |
| 10 | 2020-01-05 | 墨明棋妙13周年歌會                     | 同時透過哔哩哔哩進行直播。                   |

### 線下活動
| # | 日期       | 名稱               | 地點           | 備註與參考資料                                      |
| - | ---------- | ------------------ | -------------- | --------------------------------------------------- |
| 1 | 2012-12-31 | 墨明棋妙六周年歌會 | 北京麻雀雅舍   | 該團隊首個線下音樂會 同時透過YY語音平台全程音頻直播 |
| 2 | 2013-10-05 | 金陵 ‧ 秦淮夜      | 南京人民大會堂 | [ 58 ] [ 59 ]                                       |

## 榮獲獎項
| 年份 | 獎項名稱                                   |
| ---- | ------------------------------------------ |
| 2018 | 「國風極樂夜」國風音樂最佳奠基團體獎       |
| 2019 | 「青年人最喜愛的國風音樂」奠基人獎（團體） |

## 反應與評價
墨明棋妙作為中國首個成立的古風音樂原創團隊，坐擁不少粉絲，音乐会门票和专辑往往被抢购一空；即使是突發性的見面會（例如只是在網上發了一條消息），都會引來大批粉絲前往。有網民認為，墨明棋妙的創作作品多、合作亦不少，且團隊成員中不少都被讚頌為「唱作全才」，為其後成立的、規模不一的古風音樂團隊帶來一個不俗的借鑒，可說上是古風圈中的首屈一指的團隊。該團隊在音樂會的準備上亦受到讚揚。曾有觀眾指出音樂會突破一般人的想像，加入了互動元素，好讓與會者能夠盡慶於活動當中；亦有報道指墨明棋妙的一場音樂會中，不論是場地佈置、服裝、樂器、音樂等都與主題緊緊相扣，其用心可見一斑。在網絡平台「豆瓣」上，網民對團隊的樂曲專輯普遍給予好評，大部份評分均達8.5分或以上。有人認為這些樂曲甚具感染力、樂器的巧妙利用能夠勾畫一個作曲者所想像的世界，進而引申出不同的故事，甚至有指是為透過音樂宏揚中國傳統文化（包括傳統音樂）帶來不可或缺的幫助；而這點亦獲媒體所認同。
亦有網民擔心墨明棋妙在推出大量周邊產品的同時，會否因觸犯當地法律而影響日後的發展。在「米漫傳媒」成立之前，團隊曾在售賣專輯的同時加入了不同的周邊產品，如衣物、徽章、詞集等，但有人認為團隊為了透過售賣這些產品圖利的同時，卻不知道這些東西可能被指為「非法出版物」而付上法律責任；亦不滿官方對於發行數量的說法有分歧。另外，一些網民亦質疑團隊至今創作如此多的歌曲，當中的質素好壞參差，甚至有指歌曲內容為「一派胡言」，令人費解。

## 主要成员
- 河图
- HITA
- 绯村柯北
- 卜磊
- 曹明皓

## 外部連
- 官方网站